# Эритрея на зимних Олимпийских играх 2022
Эритрея участвовала в зимних Олимпийских играх 2022 года в Пекине, Китай, с 4 по 20 февраля 2022 года.
Команда Эритреи состояла из одного мужчины-горнолыжника. Горнолыжник Шеннон-Огбнай Абеда, как единственный спортсмен из страны, нёс флаг страны во время церемоний открытия и закрытия.

## Участники
Ниже приведён список участников, участвующих в Олимпийских Играх.
| Спорт       | Мужчины | Женщины | Всего |
| ----------- | ------- | ------- | ----- |
| Горные лыжи | 1       | 0       | 1     |
| Всего       | 1       | 0       | 1     |

## Горные лыжи
Выполнив базовые квалификационные стандарты, Эритрея квалифицировала мужчину-горнолыжника Шеннонa-Огбнаи Абеду. Абеда участвовал в одном соревновании, мужском гигантском слаломе, где он показал в сумме двух пробегов время 2:40,45, заняв 39-е место в общем зачете из 87 лыжников. Это улучшило его результат на 22 места по сравнению с 2018 годом.
| Спортсмен           | Событие                   | Забег 1 | Забег 1 | Забег 2 | Забег 2 | Всего   | Всего |
| Спортсмен           | Событие                   | Время   | Место   | Время   | Место   | Время   | Место |
| ------------------- | ------------------------- | ------- | ------- | ------- | ------- | ------- | ----- |
| Шеннон-Огбани Абеда | Мужской гигантский слалом | 1:17.95 | 46      | 1:22.50 | 41      | 2:40.45 | 39    |